# یوژف ماداراش
یوژف ماداراش (مجاری: József Madaras؛ ۱۶ اوت ۱۹۳۷ – ۲۴ آوریل ۲۰۰۷) بازیگر اهل مجارستان بود.
او مابین سال‌های ۱۹۵۸ تا ۲۰۰۶ میلادی در ۸۵ فیلم سینمایی هنرنمایی کرد.
از فیلم‌ها یا مجموعه‌های تلویزیونی که وی در آن‌ها نقش داشته است، می‌توان به میشل استروگف اشاره نمود.